# Gestão de ativos digitais
Gestão de ativos digitais (DAM) são operações de gerenciamento de uma coleção de ativos digitais, que requerem o uso de uma ferramenta informática para a implementação do recurso que garante que os operadores possam realizar a gestão destes arquivos.

## Ações

### Criação
Aplicações DAM implementam a gestão digital de ativos, importando-os dos domínios analógicos e/ou digitais (por codificação, digitalização, reconhecimento óptico de caracteres, entre outros) ou criando-os como novos objetos.

### Indexação
Uma função primária de um sistema DAM é tornar os ativos facilmente disponíveis para seus usuários, fornecendo um índice pesquisável, que suporta a recuperação de ativos por seu conteúdo e/ou metadados. A função de catalogação é geralmente parte do processo de ingestão de novos ativos.

### Fluxo de trabalho
Os ativos digitais normalmente terão um ciclo de vida, que pode incluir vários estados, como criação, aprovação, ativo, arquivado e excluído.

### Controle de versões
Muitas vezes, um sistema DAM irá armazenar versões anteriores de um ativo digital e permitir que estas sejam baixadas ou convertidas. Portanto, um sistema DAM pode operar como um tipo avançado de sistema de controle de versões.

### Controle de acesso
Finalmente, um sistema DAM normalmente inclui controles de segurança, garantindo que as pessoas relevantes tenham acesso a ativos. Frequentemente, isso envolverá a integração com os serviços de diretório existentes por meio de uma tecnologia.

## Terminologia
O termo "Media Asset Management" (MAM) pode ser usado em referência ao DAM aplicado ao subconjunto de objetos digitais comumente considerados "mídia", ou seja, gravações de áudio, fotos e vídeos. Qualquer processo de edição que envolva mídia, especialmente vídeo, pode fazer uso de um MAM para acessar componentes de mídia a serem editados juntos, ou para serem combinados com um feed ao vivo, de maneira fluente. Um MAM normalmente oferece, pelo menos, um índice pesquisável das imagens, áudio e vídeos que ele contém, construído a partir de metadados coletados das imagens, usando o reconhecimento de padrão ou entrada manual.

## Categorização
Sistemas DAM menores são usados em um contexto operacional particular, por exemplo, em sistemas de produção de vídeo. Os principais diferenciais entre eles são os tipos de codificadores de entrada usados para criar cópias digitais de ativos para gerenciá-los e os decodificadores e/ou formatadores de saída usados para torná-los utilizáveis como documentos e/ou recursos online. Os metadados de um item de conteúdo podem servir como um guia para a seleção do(s) codec(s) necessário(s) para lidar com o conteúdo durante o processamento e podem ser úteis ao aplicar regras de controle de acesso para impor a política de autorização.
Ativos que exigem tecnologia específica para serem usados em um fluxo de trabalho precisam ter seus requisitos de largura de banda, latência e controle de acesso considerados no design das ferramentas que os criam ou armazenam e na arquitetura do sistema que os distribui e arquiva. Quando não estão sendo trabalhados, os ativos podem ser mantidos em um DAM em uma variedade de formatos, incluindo BLOB (objeto binário grande em um banco de dados) ou como um arquivo em um sistema de arquivos normal, que são "mais baratos" para armazenar do que a forma necessária durante as operações neles. Isso torna possível implementar um DAM em grande escala, como um conjunto de sistemas de processamento de alto desempenho em uma rede com uma solução de armazenamento de alta densidade em seu centro.

## Problemas de ativos de mídia
Um ativo pode existir em vários formatos e em uma sequência de versões. A versão digital do ativo original é geralmente capturada em alta resolução, profundidade de cor e (se aplicável) taxa de quadros, conforme necessário, para garantir que os resultados sejam de qualidade aceitável para o uso final. Também pode haver cópias em thumbnail de qualidade inferior para uso na indexação visual.
Os metadados de um ativo podem incluir sua embalagem, codificação, proveniência, propriedade e direitos de acesso e localização da criação original. É usado para fornecer dicas para as ferramentas e sistemas usados para trabalhar; ou com o ativo sobre como ele deve ser manuseado e exibido.
O fluxo de trabalho para arquivamento e distribuição de mídias também é um desafio para produtores de conteúdo com um vasto catálogo, como emissoras de televisão, emissoras de rádio, produtoras de vídeo e digital influencers (youtubers). O sistema de MAM permite a criação de fluxos de arquivamento automático, distribuição do conteúdo gerado para ilhas de edição, assim como uma gestão adequada dos arquivos para não haver perda de material arquivado. Além disso, com uma gestão adequada é possível preservar o acervo histórico de vídeos com segurança e a recuperação com agilidade.

## Tipos de sistemas
Os sistemas de gerenciamento de ativos digitais se enquadram nas seguintes classificações:
- Sistema de gerenciamento de marca para reforçar a apresentação dessa dentro de uma organização, tornando os logotipos, fontes e imagens de produtos aprovados facilmente disponíveis;
- Biblioteca ou arquivo para armazenamento em massa de vídeos ou fotos que não mudam com frequência;
- Sistemas de gestão de produção para a manipulação de ativos que estão sendo criados em tempo real para uso na produção de mídia ao vivo; ou como efeitos visuais para uso em aplicações de jogos, TV ou filmes;
- Streaming para entrega sob demanda de conteúdo digital, como programas de TV ou filmes, para usuários finais em nome de varejistas digitais.

Todos esses tipos incluirão características para gestão de fluxo de trabalho, colaboração, gerenciamento de projeto e controle de revisão.